# Cijanurični triazid
Cijanurski triazid ili (2,4,6-Triazid-1,3,5-triazin) (C3N12 ili (NCN3)3) je opisan kao ekološki prihvatljiv, niske toksičnosti i organski primarni eksploziv sa brzinom detonacije od oko 7.300 m/s−1, i temperaturom paljenja na 205 °C (401 °F; 478 K).

## Istorija
Prva navodna proizvodnja već je opisana 1907. godine od strane Fingera.  Međutim, ova proizvodnja nije mogla biti potvrđena. Prva sigurna proizvodnja je bio preparat od cijanurinskog hlorida i natrijum azida koji je opisao Ot  1921. godine, koji je takođe zaštićen u nekoliko patenata.   

## Priprema
Cijanurični triazid se dobija nukleofilnom aromatičnom supstitucijom korišćenjem cijanuričnog trihlorida (2,4,6-Trihloro-1,3,5-triazin) sa viškom natrijum azida. Reakcija se odvija u acetonu pri ključanju. Dobijeni proizvod se može prečistiti rekristalizacijom u toluenu.

## Struktura
Molekul cijanuričnog triazida je ravan i ima trostruku osnu simetriju – triskelion sa molekulskom tačkastom grupom C3h.  1,3,5-Triazinski (ili cijanurički) prsten se sastoji od naizmeničnih atoma ugljenika i azota sa dužinama C–N veze od 1,334 do 1,336 A. Udaljenost od centra prstena do svakog atoma ugljenika u prstenu je 1,286 A, dok je odgovarajuća udaljenost do azota u prstenu 1,379 A. Azidne grupe su povezane sa atomima ugljenika na cijanuričnom prstenu jednostrukim vezama sa međuatomskim rastojanjem od 1,399 A. 

## Pojava
Ovo jedinjenje je čisto sintetičko i stoga ne postoji u prirodi.

## Sinteza
Cijanurični triazid se može sintetizovati putem nukleofilne aromatične supstitucije mešanjem cijanur-trihlorida sa viškom natrijum azida u ključajućem acetonu. Beli kristali se zatim mogu prečistiti kristalizacijom u toluenu na −20 °C (−4 °F; 253 K). 

## Reakcije razlaganja
Utvrđeno je da je ova bela polikristalna čvrsta supstanca stabilna u standardnim uslovima, ali je izuzetno osetljiva na udarce zbog čega se nasilno raspada kada se melje u avanu. Termodinamička svojstva cijanuričnog triazida su proučavana korišćenjem kalorimetrije bombe sa entalpijom sagorevanja (H) od 2.234 kJ mol-1 u uslovima oksidacije i 740 kJ mol-1 u drugim uslovima. Prva vrednost je uporediva sa vojnim eksplozivom RDX, (C3N3)(NO3)3H6, ali se ne koristi zbog svoje manje povoljne stabilnosti. Ispitivanje tačke topljenja je pokazalo oštar opseg topljenja do bistre tečnosti na 94—95 °C (201—203 °F; 367—368 K), razvijanje (evoluciju) gasa na 155 °C (311 °F; 428 K), promenu boje rastvora od narandžaste do braon na 170 °C (338 °F; 443 K), narandžasto-braon očvršćava na 200 °C (392 °F; 473 K) i ima brzo raspadanje na 240 °C (464 °F; 513 K), a to brzo raspadanje na 240 °C (464 °F; 513 K) je rezultat formiranja elementarnog ugljenika u obliku grafita i formiranja gasa azota. 

## Karakteristike
'Cijanurični triazid formira bezbojne kristale u obliku igle   koji se tope na 94 °C (201 °F; 367 K) sa entalpijom fuzije od 22,2 kJ mol-1.   Funkcija pritiska sublimacije je rezultat prema Avgustu prema ln(P) = −A/T+B (P u Pa, T u K) sa A = 10018,76 i B = 14,0.  Toplota sublimacije je 83,3 kJ mol−1.  Prve analize kristalne strukture pretpostavljale su heksagonalnu simetriju.  Prema novijim saznanjima, jedinjenje kristališe u trigonalnom kristalnom sistemu sa prostornom grupom P-3 (prostorna grupa br. 147) i sa dva molekula u jediničnoj ćeliji. 
Kada se zagreje, jedinjenje ima tendenciju da se eksplozivno raspadne iznad 170—180 °C (338—356 °F; 443—453 K).  Veza je osetljiva na udarce i trenje. 
Kada se rukuje ovim jedinjenjem, ono potpada pod Zakon o eksplozivima.  Važni podaci eksplozivnosti su:
| Balans kiseonika        | −47 % [21]                              |
| Sadržaj azota           | 82,36 % [21]                            |
| Izbočenje olovnog bloka | 41,5 cm3·g−1 [21]                       |
| Brzina detonacije       | 5500 m·s−1 [21]                         |
| Tačka deflagracije      | 200—205 °C (392—401 °F; 473—478 K) [21] |